# Lüneburger Sate

Wappen des Fürstentums Lüneburg

Die Lüneburger Sate (Sate ist niederdeutsch für „Vertrag“) war ein Herrschaftsvertrag zwischen den Landesherren und den Landesständen des Fürstentums Lüneburg.
Durch ihn wurde eine Rechtsgemeinschaft begründet, deren Aufgabe die Sicherung der Rechte ihrer Mitglieder war. Zu diesem Zweck wurde eine Gerichtsinstanz, das so genannte Satekollegium, eingerichtet. Die Mitgliedschaft der Landesherren in dieser Rechtsgemeinschaft erfolgte als Gegenleistung für die Gewährung eines Kredites in Höhe von 50.000 Mark in Pfandbriefen und war an die Dauer des Kredites gebunden, sodass die Lüneburger Sate einen Pfandvertrag darstellt. Neben dem eigentlichen Satebrief umfasste das Vertragswerk drei weitere Briefe, in denen auf die Rechte der einzelnen Stände detailliert eingegangen wird. In Kraft getreten ist die Lüneburger Sate im Jahr 1392, de facto geendet hat sie nach dem Satekrieg im Jahr 1396, formell aufgelöst wurde sie im Jahr 1519.

## Vorgeschichte
Als Wilhelm II. von Lüneburg 1369 ohne männliche Nachkommen starb, erlosch das ältere Haus Lüneburg. Entsprechend den welfischen Hausgesetzen wäre Herzog Magnus II. Torquatus von Braunschweig erbberechtigt gewesen. Kaiser Karl IV. betrachtete das Reichslehen jedoch als ans Reich zurückgefallen und belehnte Albrecht von Sachsen-Wittenberg und dessen Onkel Wenzel mit dem Fürstentum, wodurch der Lüneburger Erbfolgekrieg ausgelöst wurde. Erst nach der Schlacht von Winsen im Jahre 1388, bei der Wenzel sein Leben ließ, verzichteten die Wittenberger auf ihre Ansprüche, und das Fürstentum war den Welfen gesichert.
Der Lüneburger Erbfolgekrieg hatte im Fürstentum zu einer großen Machtfülle der Landstände geführt. Um sich die Unterstützung der Städte und des niederen Adels zu sichern, waren sowohl die Welfen als auch die Askanier gezwungen gewesen, den Landständen umfassende Privilegien zuzusichern und ihnen zahlreiche Gerechtigkeiten und Burgen zu verpfänden. Die Celler Herzöge waren zwar siegreich aus dem Konflikt hervorgegangen, standen dadurch aber vor massiven finanziellen Problemen. Als die Herzöge mit einer neuerlichen Finanzbitte an die Stadt Lüneburg herantraten, kam es im September 1392 als Gegenleistung für einen Kredit in Höhe von 50.000 Mark zum Abschluss eines umfangreichen Vertragswerkes, in dem den Ständen zahlreiche Privilegien bestätigt wurden und die Herzöge sich der Gerichtsbarkeit eines von den Ständen gebildeten Gremiums unterwarfen.

## Das Vertragswerk

### Grundlagenbriefe
Zum Inhalt dieser drei Grundlagenbriefe siehe die Hauptartikel Prälatenbrief, Gemeinebrief und Städtebrief.
Die drei Grundlagenbriefe bestanden aus dem Prälatenbrief, der sich an die Geistlichkeit des Landes, dem Städtebrief, der sich an die Städte im Fürstentum Lüneburg sowie dem Gemeinebrief, der sich an alle Untertanen der Celler Herzöge, insbesondere an den niederen Adel, richtete. In ihnen wurden den drei Ständen umfassende Privilegien zugesichert und auf die Rechte und Pflichten der Landesherren eingegangen. Die drei Privilegienbriefe bildeten eine der Rechtsgrundlagen für die Gerichtsurteile des Satekollegiums. Sie behielten ihre Rechtsgültigkeit unabhängig vom Fortbestand der Lüneburger Sate und blieben teilweise bis ins 18. Jahrhundert Grundlage zahlreicher Gerichtsentscheidungen.

### Der Satebrief
Der Satebrief gliederte sich in 43 Artikel und war an die privilegierten Einwohner des Fürstentums Lüneburg, d. h. die Geistlichkeit, die Ritterschaft und die städtischen Bürger, gerichtet. Es handelte sich bei ihm um einen Pfandbrief, der in den die Landesfürsten betreffenden Artikeln bei Rückzahlung eines Darlehens in Höhe von 50.000 Mark unwirksam geworden wäre.
Im einleitenden ersten Artikel wurde ein ethisch-moralisches Grundgerüst als Ideenträger der Sate konstruiert. So bekundeten die Herzöge ihren Willen, die Eintracht und den Frieden im Fürstentum fördern und ein gegenseitiges Vertrauen zwischen Landesherrschaft und Einwohnerschaft anstreben zu wollen. Die Artikel 2 bis Artikel 41 behandelten die Ziele und den Charakter der Sate und die Schaffung einer Gerichtsinstanz, auf deren personelle Besetzung, Kompetenzen und Verfahrensregeln detailliert eingegangen wurde. Abschließend wurde in den Artikeln 42 und 43 noch einmal der Wille der Herzöge betont, ihre Verpflichtungen zu erfüllen; ferner wurden Zeugen und Datum der Vereinbarung genannt.

#### Charakterisierung der Sate
Die Sate stellte einen Zusammenschluss der Landesfürsten, der Lüneburger Ritterschaft und des Städtebürgertums zu einer Rechtsgemeinschaft dar. Beitrittsberechtigt war jeder Geistliche, Ritterbürtige und städtische Bürger des Fürstentums Lüneburg, beitrittspflichtig waren die Landesherrn, alle Inhaber erbeigener und landesherrlicher Burgen sowie jeder, der von der Sate explizit zum Beitritt aufgefordert wurde. Die Beitrittspflicht der Landesherrn war an das Darlehen in Höhe von 50.000 Mark gebunden, bei Rückzahlung des Darlehens erlosch diese. Die Rechte der Satenmitglieder bestanden primär im Schutz ihrer Privilegien, d. h. der verbrieften und gewohnheitsmäßigen Rechte, durch die Sategemeinschaft, die Pflichten darin, die Rechtsgemeinschaft bei ihren Aufgaben zu unterstützen.

#### Satekollegium
Das Satekollegium stellte eine Gerichtsinstanz dar, deren Aufgabe es war, Verstöße gegen die Rechte der Satemitglieder festzustellen und diese zu ahnden. Zu diesem Zweck sollten jedes Jahr zwei allgemeine Satetage sowie zwei regionale Satetage in Lüneburg und in Hannover stattfinden.
Das Satekollegium setzte sich aus insgesamt 16 Mitgliedern, davon acht Vertretern der Ritterschaft und acht Vertretern der Städte Lüneburg (vier Mitglieder), Uelzen (zwei Mitglieder) und Hannover (zwei Mitglieder) zusammen. Die Wahlen zum Kollegium sollten alle zwei Jahre stattfinden, wahlberechtigt waren alle Ratsherren und die Mitglieder der lüneburgischen Ritterschaft.
Zuständig war das Satekollegium für alle auf dem Territorium des Fürstentums Lüneburg begangenen Verstöße gegen die Rechte und Privilegien ihrer Mitglieder. Ausdrücklich ausgenommen hiervon waren einfache Schuldforderungen sowie Gesetzesverstöße, die in den Kompetenzbereich bestehender Erb- und Gogerichte sowie der städtischen und geistlichen Gerichte fielen.
Klagen konnten grundsätzlich von jedem Satemitglied eingereicht werden. Wurden die Klagen zugelassen, wurden sie an das herzogliche Hofgericht weitergeleitet. Nur wenn es dort innerhalb einer Frist von vier Wochen zu keiner Entscheidung kam, wurde das Satekollegium mit der Urteilsfindung betraut.
Grundlagen für die Urteilsfindung waren neben den in den drei Grundlagenbriefen fixierten Privilegien unter anderem der Sachsenspiegel und der Schwabenspiegel. Wurde ein Urteil gefällt, blieben dem Verurteilten vier Wochen zur Erfüllung des Urteils, andernfalls verfiel er der Acht.
Richtete sich die Klage gegen die Landesherrn, bedurfte es der Zustimmung von vier Sateleuten, damit es zur Klageerhebung kam. Anschließend wurde den Herzögen eine Sühneaufforderung zugestellt, für deren Erfüllung ihnen 14 Tage verblieben. Geschah dies nicht, wurde vom Satekollegium ein Urteil gefällt. Sollten die Herzöge diesem Urteil innerhalb von acht Wochen nicht nachkommen, drohte ihnen die so genannte Gesamtexekution, d. h. der Verlust aller materieller Güter und Aufkündigung der Gehorsamspflicht aller Untertanen.
Sobald die Herzöge dem Urteilsspruch nachkamen oder den gewährten Kredit über 50.000 Mark zurückbezahlten (und damit nicht mehr der Jurisdiktion der Sate unterlagen), erhielten sie ihren Besitz zurück und die Gehorsamspflicht der Untertanen trat wieder in Kraft.

#### Finanzen
Im Satebrief war ursprünglich festgeschrieben, die durch die Sate entstehenden Kosten durch eine Umlage auf alle Satemitglieder zu finanzieren. In einer auf dem ersten allgemeinen Satetag getroffenen Zusatzvereinbarung wurde dies jedoch dahingehend geändert, dass nur noch die städtischen Kommunen für die Finanzierung zuständig waren.

## Die Lüneburger Sate in den Jahren 1392 bis 1396
Bereits im September 1392 kam es zu den ersten Wahlen zum Satekollegium. Zeitgleich erließen die Celler Herzöge sogenannte Geheißbriefe, in denen die Ritterschaft und die Bürger der Städte aufgefordert wurden, der Sate beizutreten. Während die Städte dieser Aufforderung geschlossen nachkamen, erklärte lediglich ein Teil der Burgeninhaber ihren Beitritt. Vier Burgeninhaber widersetzten sich der Aufforderung von Anfang an, weitere Burgeninhaber, die in den Jahren 1393 bis 1396 in den Besitz landesherrlicher oder erbeigener Burgen kamen und den Statuten der Sate nach beitrittspflichtig gewesen wären, traten dem Vertrag ebenfalls nicht bei. Zusätzlich ließen die Celler Herzöge, im Gegensatz zu den Bestimmungen der Grundlagenbriefe, zwei weitere Burgen bauen, deren Besitzer ebenfalls nicht der Sate beitraten.
Im März 1393 kam es zum ersten allgemeinen Satetag in Lüneburg, auf dem 16 Klagen behandelt wurden. Zusätzlich wurden zahlreiche Ergänzungen zum Satebrief beschlossen; so wurde die Verteilung der durch die Sate entstehenden Kosten neu geregelt und Regelungen zum Gerichtssiegel der Sate getroffen.
In den folgenden Jahren bis 1396 wurden vor dem Satekollegium insgesamt 67 Klagen erhoben. Urteilssprüche sind lediglich acht überliefert, allerdings bestand grundsätzlich die Möglichkeit einer mündlichen Urteilsverkündung, so dass keine gesicherten Erkenntnisse über die tatsächliche Anzahl an Rechtssprüchen durch das Kollegium vorliegen.
Als Kläger traten sowohl Mitglieder der Ritterschaft als auch des städtischen Bürgertums in Erscheinung, in einigen Fällen erhoben auch die Celler Herzöge Klage vor dem Satekollegium. Gegenstand der Klagen waren in erster Linie Beschwerden über die Anmaßung fremder Hoheits- und Nutzungsrechte, daneben wurden mehrere Klagen aufgrund Raub und Diebstahl erhoben.
Auf Betreiben Lüneburgs bestätigte König Wenzel die Lüneburger Sate im September 1393 und bezeichnete sie als Vertragwerk von hohem friedensstiftendem Wert. Im darauf folgenden Monat erging zudem ein Urteil des königlichen Hofgerichtes, welches die Rechtsgültigkeit der Sate ebenfalls bestätigte.
Die Celler Herzöge versuchten in den folgenden Jahren wiederholt, die Stellung der Sate zu schwächen. Bereits im Frühjahr 1393 strengten sie einen Prozess gegen die Stadt Lüneburg an, in dem es um die der Sate zugrunde liegende Pfandverschreibung in Höhe von 50.000 Mark ging. Eine Schiedskommission entschied den Fall zugunsten der Celler Herzöge, allerdings hatte das Urteil zunächst keine grundsätzliche Bedeutung für den Fortbestand der Sate.
Seit 1393 wurden von der Sate mehrere Bündnisverträge mit auswärtigen Territorialherren abgeschlossen, die die Sicherheit und das Fortbestehen der Sate garantieren sollten. Die Herzöge sahen hierin einen Verstoß gegen den Satebrief, in dem es hieß, dass aus der Sate dem Fürstentum kein Schaden erwachsen dürfe.
Einen weiteren Konfliktpunkt stellte die Finanzierung der durch das Bündnis entstehenden Kosten dar. Als kostenintensiv erwies sich vor allem die Bereitstellung von Reitern zum Schutz der Sateleute. Geplant war ursprünglich eine dem Bund zur Verfügung stehende Sollstärke von 140 Mann, 1394 unterhielt er jedoch bereits 322 Männer unter Waffen. Um diese zusätzlichen Lasten zu finanzieren, wurde 1394 eine neue Steuer erlassen, die zu neuerlichen Auseinandersetzungen mit den Celler Herzogen führten. Diese sprachen der Sategemeinschaft das Recht zu einer solchen Maßnahme ab und verhängten für ihre Untertanen ein Zahlungsverbot.

## Der Satekrieg
1396 kam es zum endgültigen Bruch. Nachdem er sich durch den Abschluss eines Schutz- und Verbrüderungsvertrages der Hilfe Schwedens und Mecklenburgs versichert hatte, nahm Herzog Heinrich, dem sich bald darauf auch sein Bruder Bernhard anschloss, Besitz von der Stadt Uelzen und zwang diese, ihren Austritt aus der Sate zu erklären und einen Huldigungseid den Lüneburger Herzögen gegenüber zu leisten. Dem folgte der Versuch, Lüneburg von sämtlichen Handelswegen abzuschneiden und mittels einer totalen Wirtschaftsblockade in die Knie zu zwingen. So wurden Sperren in der Ilmenau errichtet, lüneburgische Schiffe beschlagnahmt und versenkt und Lüneburger Handelsreisende gezielt geplündert. Im März 1396 kam es zu ersten Verhandlungen zwischen Vertretern der Stadt Lüneburg und den Herzögen, welche jedoch ergebnislos abgebrochen wurden.
Zeitgleich mit den Auseinandersetzungen der Herzöge mit Lüneburg erging eine Aufforderung an alle Satemitglieder, dieser abzuschwören, andernfalls wurde der Verlust von Leib und Leben angedroht. Dieser Aufforderung folgten zwar nur einige Städte im Wendländischen sowie vereinzelte Ritter, trotzdem war den Herzögen damit eine Spaltung der Landstände gelungen. Bei einer Unterhandlung im April 1396 erstach Herzog Heinrich den Harburger Vogt Dietrich v. Mandelsloh nach dessen Weigerung, seinen Sateaustritt zu erklären. Lüneburg schloss daraufhin ein Sonderabkommen mit Hannover und bekam auf einem Hansetag in Wismar die militärische Unterstützung der Hansestädte Hamburg und Lübeck zugesichert.
Im Mai 1396 entwickelten sich aus dem schwelenden Konflikt offene militärische Auseinandersetzungen. Im Zuge der Auseinandersetzungen kam es im ganzen lüneburgischen Land zu zahlreichen Schlachten. So gelang dem von den Hansestädten gestellten Truppenkontingent unter Führung des Lübecker Ratsherren Reyner von Calven die Einnahme der herzoglichen Festung in Harburg, die Lüneburger Truppen befreiten das immer noch von herzoglichen Truppen besetzte Uelzen und Hannover schleifte eine in unmittelbarer Nähe der Stadt Hannover befindliche Festung der Welfen.
Als sich eine militärische Überlegenheit ihrer Gegner abzeichnete, boten die Celler Herzöge der Gegenpartei Friedensverhandlungen an. Am 19. August trat ein auf drei Wochen befristeter Waffenstillstand in Kraft, dem kurz darauf am 29. August ein auf zunächst drei Jahre befristetes Friedensabkommen folgte. Eine Schiedskommission wurde eingerichtet, die die Vorkommnisse untersuchen und einen Friedensvertrag aushandeln sollte.
Anfang Oktober kam es zu einer ersten Tagfahrt, auf der beide Parteien ihre Klageschriften vorlegten. Beide Seiten bezichtigten sich schwerster Verstöße gegen geltendes Recht und versuchten Schadensansprüche für erlittene Schäden geltend zu machen. Im Juni 1397 kam es zu ersten Ergebnissen, als zwischen den Herzögen und den Städten Hamburg und Lübeck ein Verzicht auf gegenseitige Forderungen vereinbart wurde. Zudem wurde mit der Stadt Hannover vereinbart, die Streitigkeiten einem Schiedsgericht unter der Leitung des Bischofs von Minden zu übertragen.
Ende Oktober kam es auf einer dritten Tagfahrt auch zu einer vertraglichen Einigung zwischen der Stadt Lüneburg und den Celler Herzögen. Beide Seiten erklärten darin ihren Verzicht auf Ansprüche an die Gegenseite, zudem wurden die Festen Harburg, Bleckede und Lüdershausen gegen eine Zahlung von 19.200 Mark für einen Zeitraum von zehn Jahren den Städten Lüneburg, Lübeck, Hannover und Hamburg überlassen. Die Lüneburger Sate selbst fand in dem Vertrag keine Erwähnung, Lüneburgs Forderungen nach einer Restituierung waren damit gescheitert.

## Die Lüneburger Sate nach dem Satekrieg bis zur formellen Aufhebung 1519
Auch wenn es nicht zu einer vertraglichen Restitution der Lüneburger Sate kam, hielt insbesondere Lüneburg den Anspruch auf die fortbestehende Gültigkeit der Satebriefe zunächst aufrecht. 1398 widerrief Uelzen seinen 1396 erzwungenen Austritt, blieb damit aber das einzige abgefallene Satemitglied, welches der Sate wieder beitrat. In den folgenden Jahren kam es zu mehreren Bündnissen zwischen den Städten Lüneburg, Hannover und Uelzen, die sich in ihren Bündnisverträgen explizit auf die Lüneburger Sate bezogen, wodurch ein Bekenntnis der Vertragspartner zum Fortbestand der Sate zum Ausdruck gebracht werden sollte.
Das Satekollegium existierte nach 1396 zunächst weiter, Tätigkeiten sind allerdings seit dieser Zeit nicht mehr nachzuweisen. 1398 schied das letzte Mitglied der lüneburgischen Ritterschaft aus dem Kollegium aus, seitdem bestand es nur noch aus den Verordneten der Städte Lüneburg, Hannover und Uelzen. In Lüneburg fanden auch in den folgenden Jahrzehnten Wahlen zum Satekollegium statt, die letzte ist für das Jahr 1423 belegt.
Auch wenn die Lüneburger Sate politisch bedeutungslos geworden war, hielt Lüneburg seinen Anspruch auf die fortbestehende Gültigkeit der Sateverträge weiterhin aufrecht. So musste bis ins 16. Jahrhundert jeder neue Bürger der Stadt einen Huldigungseid auf die Sate ablegen. Erst 1519 fand die Lüneburger Sate auch formell ein Ende. In einem Friedensvertrag wurden Lüneburg neuerlich die bestehenden Privilegien zugesichert, im Gegenzug erklärte Lüneburg sein Einverständnis mit der endgültigen Aufhebung der Sate. Auf einem eigens einberufenen allgemeinen Landtag im September 1519 wurde von den drei Ständen die Aufhebung der Sate beschlossen, am 26. September 1519 erfolgte dann die landesherrliche Auflösung der Lüneburger Sate.